# Грегоріо Річчі-Курбастро
Грегоріо Річчі-Курбастро (італ. Gregorio Ricci-Curbastro; 12 січня 1853, Луго — 6 серпня 1925, Болонья) — італійський математик.
Від 1880 року — професор університету в Падуї. Його важлива наукова заслуга полягає в створенні «абсолютного диференціального числення» (тензорного числення), широко використовуваного в загальній теорії відносності, диференціальній геометрії, теорії многовидів тощо.
Поряд з Річчі у цьому визнається фундаментальний внесок Рімана, Крістоффеля та учня Річчі Леві-Чивіти.
Іменем Річчі-Курбастро названо потік Річчі, який є основним математичним інструментом в доведенні гіпотези Пуанкаре і проблеми геометризації 3-вимірних многовидів — так званої гіпотези Терстона.